# 위트레흐트 마라톤
위트레흐트 마라톤(Utrecht Marathon)은 네덜란드, 위트레흐트에서 매년 4월에 열리는 마라톤 대회이다. 1978년에 처음 시작되었다.